# Tesserodon pilicrepus
Tesserodon pilicrepus är en skalbaggsart som beskrevs av Matthews 1974. Tesserodon pilicrepus ingår i släktet Tesserodon och familjen bladhorningar. Inga underarter finns listade i Catalogue of Life.